# Spodnji Gabernik
Spodnji Gabernik je razloženo naselje v Občini Rogaška Slatina.
Naselje se nahaja v severozahodnem delu Zgornjesotelskega gričevja, ob cesti Poljčane-Podplat, v dolini desnega pritoka potoka Mestinjščice. Sestavni del naselja je tudi zaselek Vrbiše. Severno od naselja se vzpenjajo gozdnati obronki Boča.

## Imena naselja
V času Avstro-Ogrske se je naselje Spodnji Gabernik imenovalo Untergabernik. Leta 2002 se je izvedla sprememba imena naselja iz »Spodnji Gabrnik« v »Spodnji Gabernik«.

## Zgodovina
V bližini naselja so halštatska in rimska najdišča.

## Znamenitosti
- Podružnična cerkev sv. Rozalije - zadnja cerkev, ki jo je 21. septembra 1862. tik pred smrtjo posvetil Anton Martin Slomšek.